# Trouble réactionnel de l'attachement de l'enfance
 Mise en garde médicale
Dans l'approche comportementaliste reprise par la CIM-10, le trouble réactionnel de l'attachement de l'enfance est décrit, dans la littérature clinique, comme un trouble pouvant affecter les enfants,. Le trouble réactionnel de l'attachement de l'enfance est caractérisé par un comportement social déséquilibré et inapproprié dans la plupart des contextes relationnels.  Il peut prendre la forme d'un défaut constant d'initiation ou de réponse à la plupart des interactions sociales sous sa forme qualifiée d'inhibée ou peut au contraire se caractériser par une absence de discrimination sociale, comme une familiarité excessive avec des inconnus, dans sa forme désinhibée. Le terme est utilisé dans la Classification Internationale des Maladies (CIM-10) de l'Organisation mondiale de la santé (OMS), et dans le DSM-IV-TR, la quatrième édition du Manuel diagnostique et statistique des troubles mentaux de l'Association américaine de psychiatrie.
Ce trouble survient lors de négligences d'attachement durant le plus jeune âge. De tels échecs peuvent être la conséquence de formes sévères de négligence, de maltraitance ou de séparations abruptes de la part des parents (ou autres « responsables ») entre les âges de six mois et trois ans. Ce trouble est souvent présent chez des enfants adoptés dans les pays de l'Est de l'Europe (Roumanie et Bulgarie), secondaire aux négligences affectives graves dans les orphelinats de ces pays. 
Des traitements et programmes de prévention visant le DRA (désordre réactionnel de l'affect) ainsi que d'autres comportements problématiques de l'affectif sont basés sur la théorie de l'attachement et se focalisent principalement sur l'amélioration de la réponse et de la sensibilité du parent ou, si cela semble impossible, sur le placement de l'enfant envers d'autres responsables.

## Signes et symptômes
Les pédiatres sont souvent les premiers professionnels de la santé à détecter des cas de trouble réactionnel de l'attachement de l'enfance chez les enfants. La présentation du trouble varie selon l'âge chronologique et développemental de l'enfant, bien qu'elle implique toujours une perturbation dans la sociabilité. Les nourrissons âgés de 18 à 24 mois peuvent présenter un cas de retard de croissance non-organique.